# L. M. Kit Carson
Lewis Minor „Kit“ Carson (* 12. August 1941 in Irving (Texas); † 20. Oktober 2014 in Dallas) war ein US-amerikanischer Schauspieler, Drehbuchautor und Produzent.

## Leben
Carsons Debüt im Filmgeschäft war die Titelrolle in der Mockumentary David Holzmans Tagebuch aus dem Jahre 1967. Der Film wurde 1991 in den National Film Registry aufgenommen. Mit dem Regisseur des Films, Jim McBride, schrieb Carson das Drehbuch zu Atemlos mit Richard Gere und Valérie Kaprisky. Ein großer Erfolg wurde der Film Paris, Texas, zu dem er gemeinsam mit Sam Shepard das Drehbuch schrieb.
Von 1975 bis 1983 war Carson mit der Schauspielerin Karen Black verheiratet. Ihr gemeinsamer Sohn ist Hunter Carson, der sein Debüt als Schauspieler in Paris, Texas gab.

## Auszeichnungen
Für sein Drehbuch zu einer Episode der Serie Der Hitchhiker gewann Carson 1988 einen CableACE Award. 1999 gewann er den Pioneer Filmmaker Award auf dem Deep Ellum Film Festival in Dallas.

## Filmografie (Auswahl)
- 1967: David Holzmans Tagebuch (David Holzman's Diary, Darsteller)
- 1983: Atemlos (Breathless, Drehbuch)
- 1984: Paris, Texas (Drehbuch)
- 1986: Texas Chainsaw Massacre 2 (The Texas Chainsaw Massacre Part 2, Drehbuch)
- 1987: Der Hitchhiker (The Hitchhiker, Fernsehserie, Drehbuch für zwei Episoden)
- 1988: Die Flucht ins Ungewisse (Running on Empty, Darsteller)
- 1997: Hurricane (Hurricane Streets, Darsteller)
- 2001: CQ (Darsteller)
- 2001: Perfume (Drehbuch, Produktion)